# Pettinengo
Pettinengo (Petneng in piemontese) è un comune italiano di 1 451 abitanti della provincia di Biella in Piemonte. Vanta il primo insediamento della maglieria su scala industriale in Italia.

## Geografia fisica
Il comune di Pettinengo occupa una porzione del Biellese centrale a cavallo tra i bacini dello Strona di Mosso e dei suoi tributari Chiebbia e Quargnasca.
Culmina con il Monte Turlo (835 m) mentre il punto più basso è situato sul fondovalle Strona al confine con Valle Mosso.
Il centro comunale si snoda a circa 700 metri di quota sulle pendici sud-orientali della Cima Sant'Eurosia (823 m); la sua posizione è particolarmente panoramica, il che ha valso al paese l'appellativo di Balcone del Biellese.
Tra le varie frazioni che ricadono nel territorio comunale piuttosto rilevanti sono Vaglio, situata attorno ai 600 metri sul versante meridionale del Turlo, e San Francesco, che si trova invece su un poggio nei pressi di Ternengo.
Al comune di Pettinengo appartiene anche una vasta isola amministrativa montana situata in alta Val Sessera e che culmina con la Cima di Bo. Limitata a nord dal crinale Sesia-Sessera ed a sud dal Torrente Dolca comprende una serie di alpeggi alcuni dei quali tuttora utilizzati durante la stagione estiva, ed una seconda, più piccola, situata a monte di Piedicavallo in alta valle del Cervo.
- Classificazione sismica: zona 4 (sismicità molto bassa)[7]

## Origini del nome
Il nome del paese deriva dal latino Pectinennum (o forse Petinaneum), termine riferito ai pettini utilizzati nei secoli passati per la cardatura della lana.

## Storia
Per l'attuale territorio comunale transitava fin dal Medioevo un'importante via di collegamento tra la pianura biellese e l'alta Valle Strona di Mosso. La zona appartenne al mandamento di Bioglio fino al 1623, anno in cui Pettinengo fu riconosciuto quale comune autonomo da Carlo Emanuele I di Savoia.
La vocazione produttiva laniera, dalla quale deriva il toponimo Pettinengo, si espresse dapprima in forma artigianale ma poi, a partire dalla seconda metà del XIX secolo, assunse una dimensione industriale specie nel campo della maglieria. Nel 1851 l'imprenditore Bernardo Bellia fondò il Maglificio Bellia, in seguito diventato Liabel SpA. 
Nel 1964 cedette la borgata Pianezze al comune di Camandona. A partire dal 1º gennaio 2017 l'ex comune di Selve Marcone è stato incorporato nel territorio comunale di Pettenengo. Nel 2019 nello storico stabilimento della Liabel subentrò il lanificio di Pianezze Carlo Barbera". 

### Simboli
Lo stemma del comune di Pettinengo è stato concesso con decreto del presidente della Repubblica del 24 marzo 2000.

## Monumenti e luoghi d'interesse
- Villa Piazzo: costruita a partire dalla seconda metà del XIX secolo per la famiglia Bellia, pionieri della locale industria laniera, occupa la sommità dell'omonima collina che domina da sud il capoluogo comunale. La villa, divenuta in seguito proprietà dell'Amministrazione Comunale, è circondata da un grande parco nel quale tra vari esemplari arborei di pregio spiccano un monumentale cedro del Libano[16] e tre sequoie giganti.[17]
- Parrocchiale dei Santi Stefano e Giacomo: di costruzione seicentesca è circondata da un portico abbellito da affreschi di Bernardino Galliari. Costruita in luogo di una chiesa molto più antica il suo interno, a cinque navate, ospita numerose opere d'arte tra le quali un pulpito in legno considerato il capolavoro di Pietro Giuseppe Auregio Termine. Il campanile in pietra, alto 67 metri, risale al XIII secolo.[18]
- Parrocchiale di San Bernardo: situata in frazione Vaglio fu costruita nel Settecento in sostituzione di un più antico oratorio. Pregevoli l'altare maggiore, con un tabernacolo ligneo realizzato dal maestro Giacomo Trivero, e una Via Crucis che si deve agli stuccatori della famiglia Fissotto di Mongrando.[18]
- Chiesa parrocchiale di Selve: dedicata a San Grato, fu costruita nel Settecento.[18]
- Sant'Antonio di Marcone: si tratta di una cappella isolata che sorge nei pressi del quadrivio, il luogo dal quale si dipartono le strade per Ribatto, Callabiana e Andorno. L'edificio religioso fu eretto, secondo la tradizione, a ricordo delle prove superate da un eremita che viveva in solitudine nei paraggi.

## Società

### Evoluzione demografica
Abitanti censiti

### Etnie e minoranze straniere
Al 31 dicembre 2017 gli stranieri residenti a Pettinengo erano 107. Le nazionalità più numerose erano:
- Nigeria: 17
- Pakistan: 15

### Raccolta differenziata
Vige il sistema di raccolta differenziata dei rifiuti urbani. Dati:
|            | 2000  | 2001  | 2002  | 2003  | 2004  | 2005  | 2006  | 2007  | 2008  | 2009  | 2010  | 2011  | 2012  |
| Pettinengo | 22,0% | 26,4% | 25,3% | 25,9% | 29,9% | 28,0% | 21,0% | 28,1% | 29,5% | 33,8% | 44,1% | 54,1% | 52,3% |

## Geografia antropica

### Frazioni
Azario, Fassoletto, Gurgo, Livera, Mazza, Miniggio, Molinetto, Perino, Piana, San Francesco, Selva, Trivero, Vaglio. Rosa, Burzano e Rossi sono entrate a far parte del comune a partire dal 2017 con l'incorporazione di Selve Marcone.

## Amministrazione

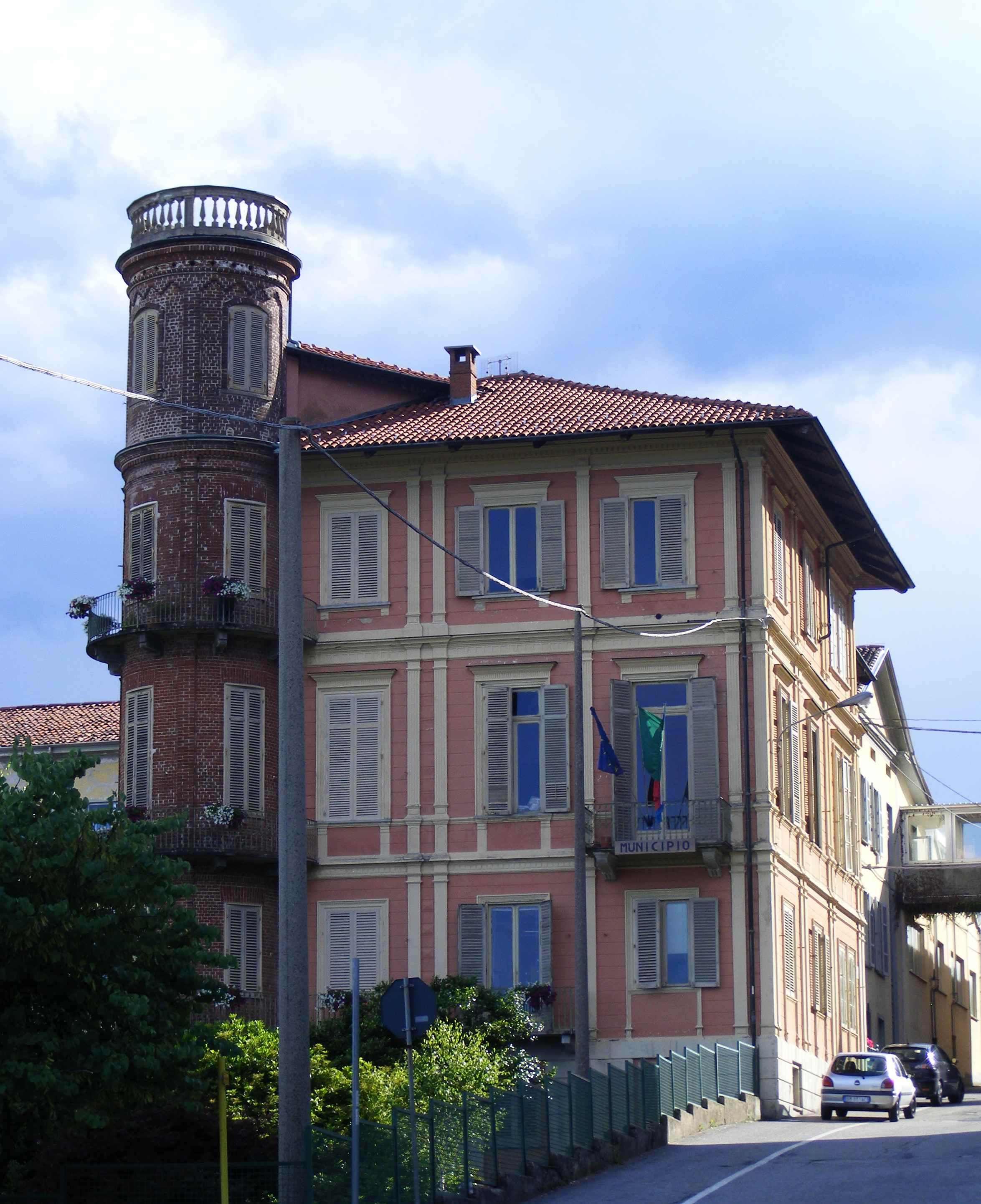
Il municipio

| Periodo | Periodo   | Primo cittadino   | Partito                                       | Carica  | Note |
| ------- | --------- | ----------------- | --------------------------------------------- | ------- | ---- |
| 2004    | 2009      | Vincenzo Amoruso  | lista civica Insieme per Pettinengo           | Sindaco |      |
| 2009    | 2014      | Vincenzo Amoruso  | lista civica Insieme per Pettinengo           | Sindaco |      |
| 2014    | 2019      | Ermanno Masserano | lista civica Pettinengo Paese Unito           | Sindaco |      |
| 2019    | 2024      | Gian Franco Bosso | lista civica Pettinengo Paese Unito           | Sindaco |      |
| 2024    | In carica | Giovanni Blumetti | lista civica Pettinengo CambiaMenti in Comune | Sindaco |      |

### Altre informazioni amministrative
Il comune ha fatto parte della Comunità montana Val Sessera, Valle di Mosso e Prealpi Biellesi, mentre fino al 2010 apparteneva alla Comunità montana Valle di Mosso, abolita in seguito all'accorpamento disposto dalla Regione Piemonte nel 2009.

## Sport ed escursionismo
Presso il Cantone Chiesa sono presenti una palestra ed un campo sportivo. Nel parco che circonda la storica Villa Bellia (o Villa Piazzo) si trova invece un impianto sportivo in erba sintetica e utilizzato per il calcetto e il tennis.
A Pettinengo tutti gli anni si corre un'importante gara podistica internazionale, il Giro Podistico di Pettinengo. Questa manifestazione, giunta nel 2009 alla sua 39ª edizione, vede ogni anno la partecipazione di centinaia di atleti tra i quali sono presenti nomi di altissimo livello nel panorama podistico internazionale. Molto nutrita anche la partecipazione delle categorie giovanili. A partire dal 2014, con l'esclusione del 2020 a causa del COVID, si svolge ogni anno in autunno anche il trail Balcone del Biellese, una gara di circa 21 km di sviluppo e 1050 metri di dislivello positivo e il cui itinerario tocca anche Selve Marcone e Zumaglia.
Per il territorio comunale transitano inoltre due lunghi itinerari escursionistici, la Grande traversata del Biellese e il percorso Le Valli della Fede.

## Galleria d'immagini

Il campanile della parrocchiale dedicata ai Santi Stefano e Giacomo
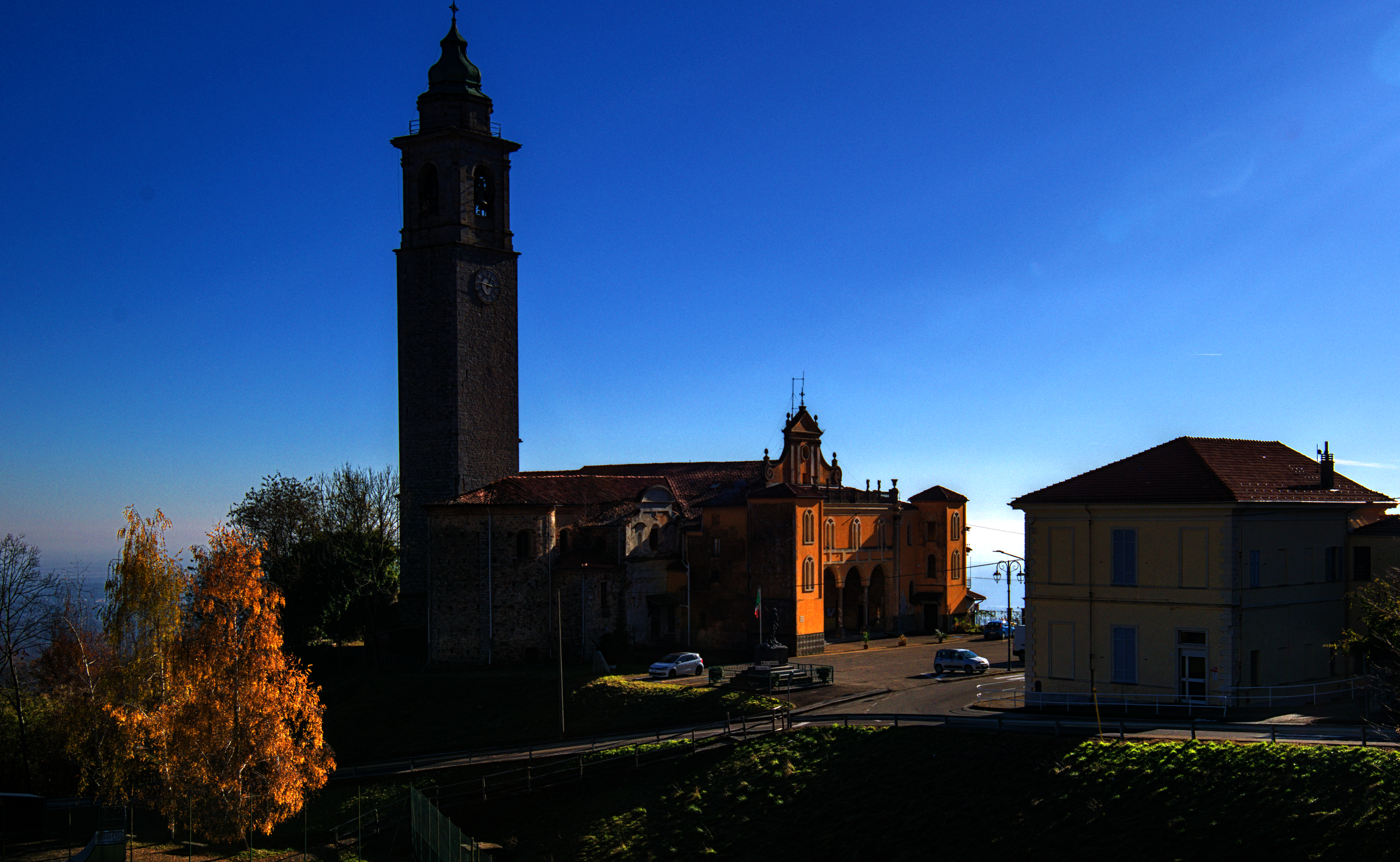
Parrocchiale dei SS. Stefano e Giacomo
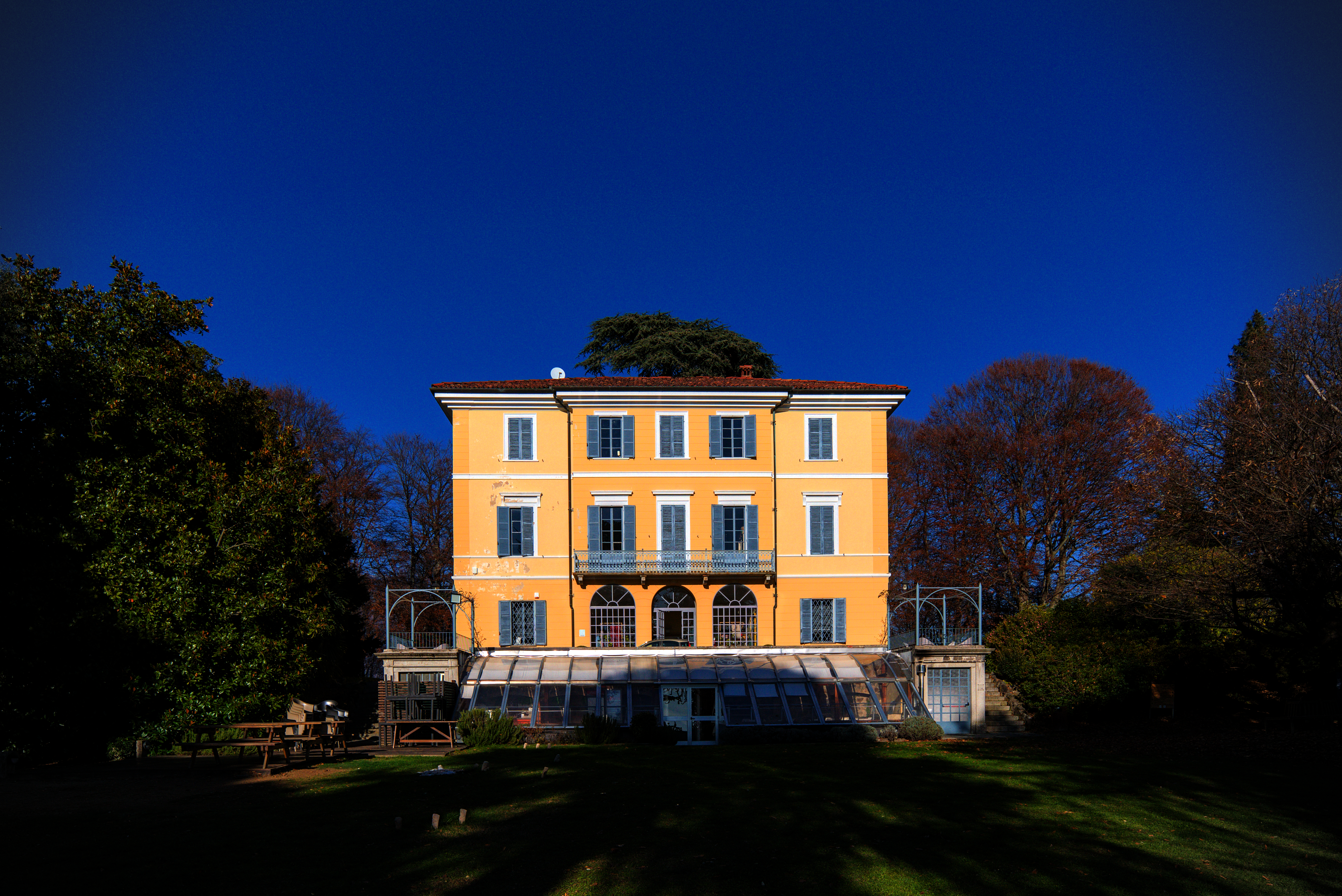
Villa Piazzo
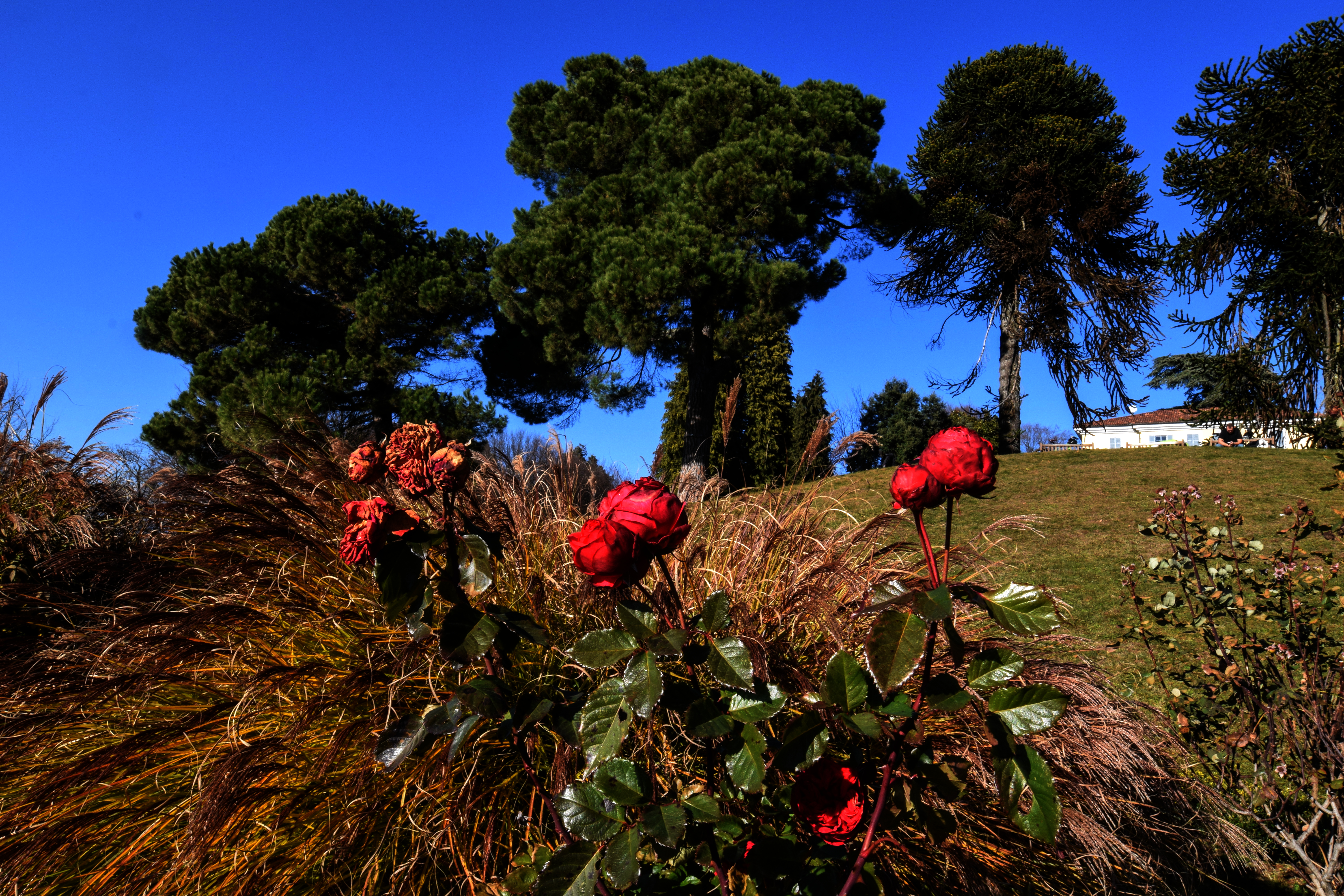
Parco della Villa Piazzo

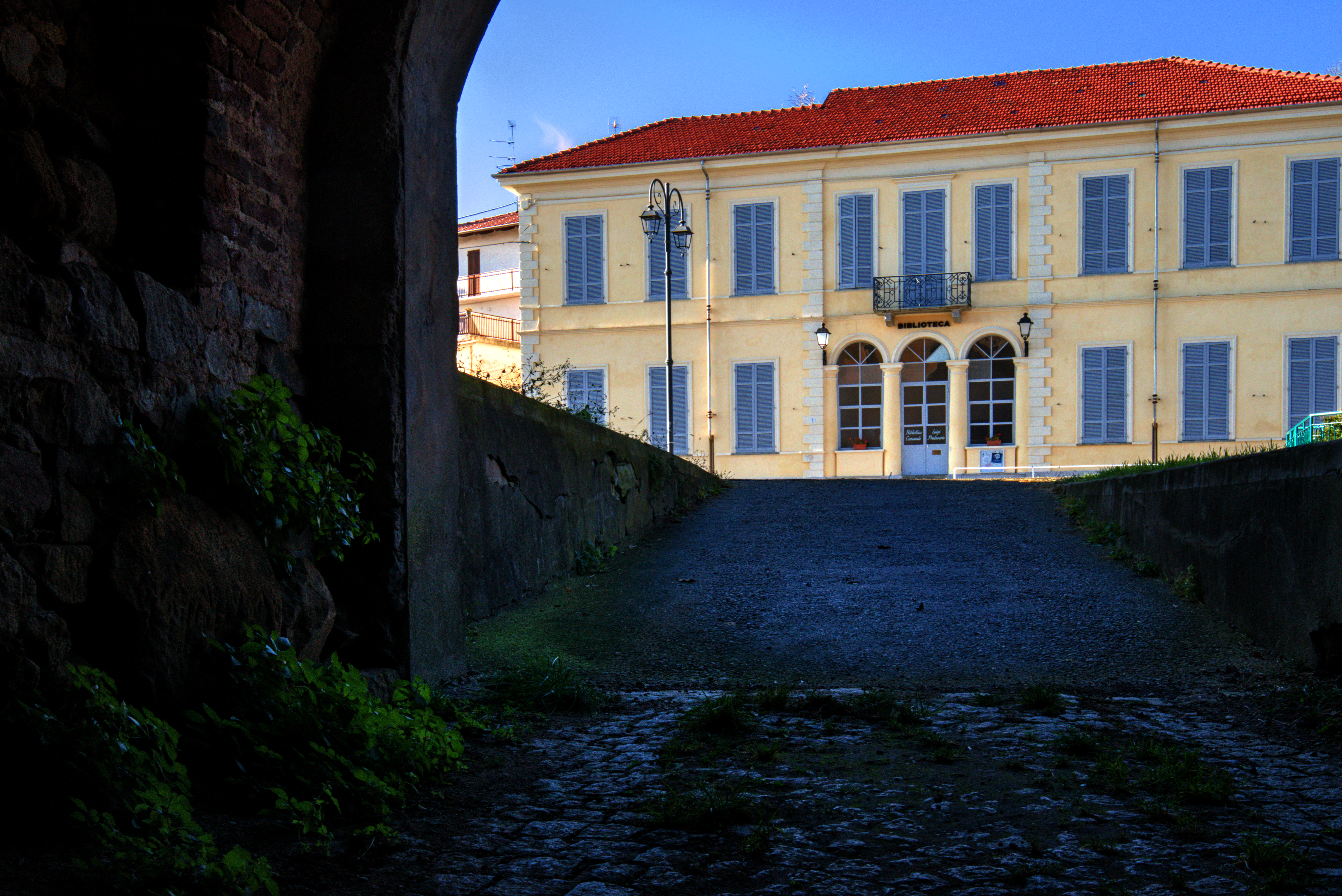
Biblioteca comunale di Pettinengo
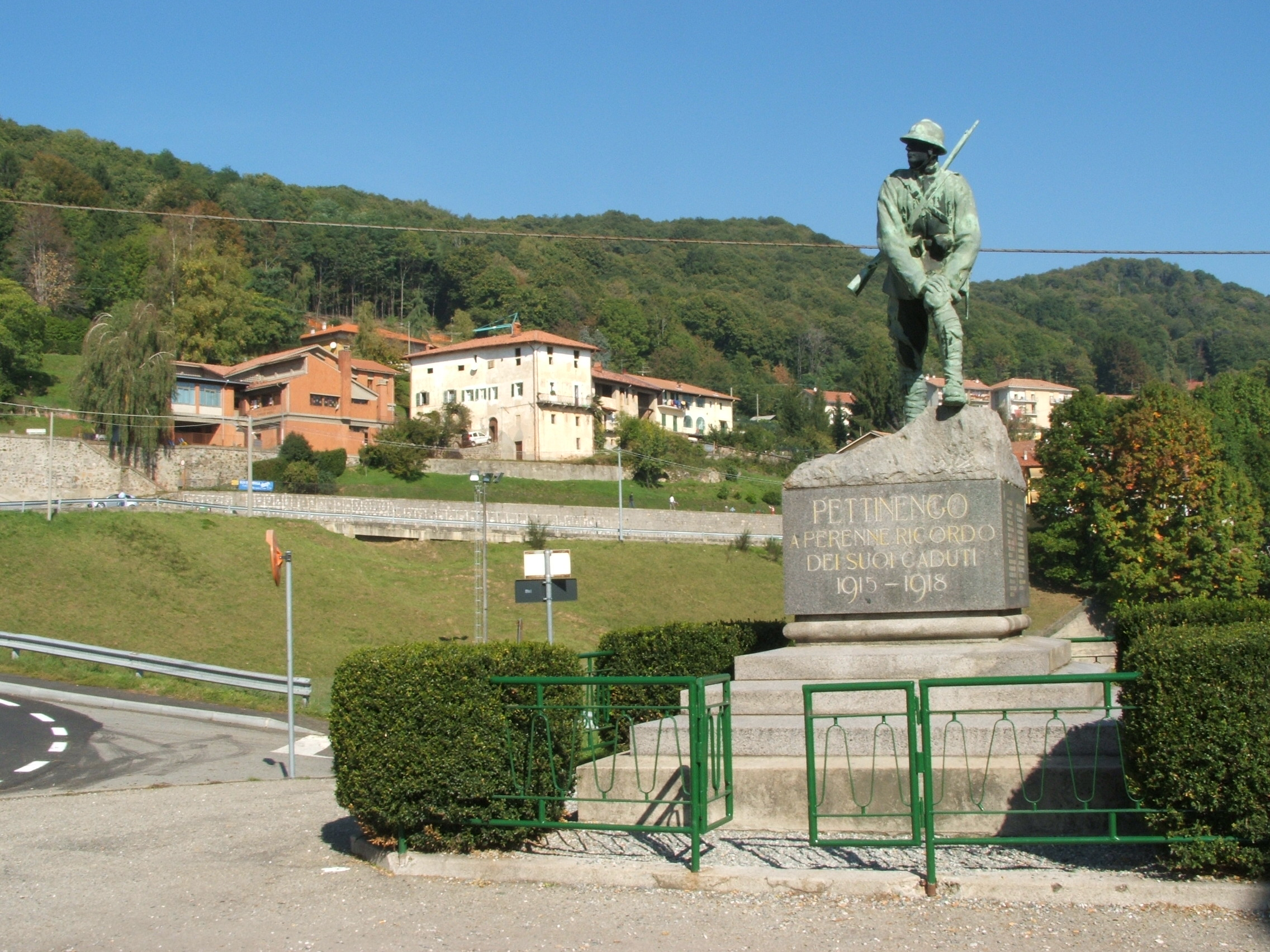
Monumento ai caduti della Grande guerra
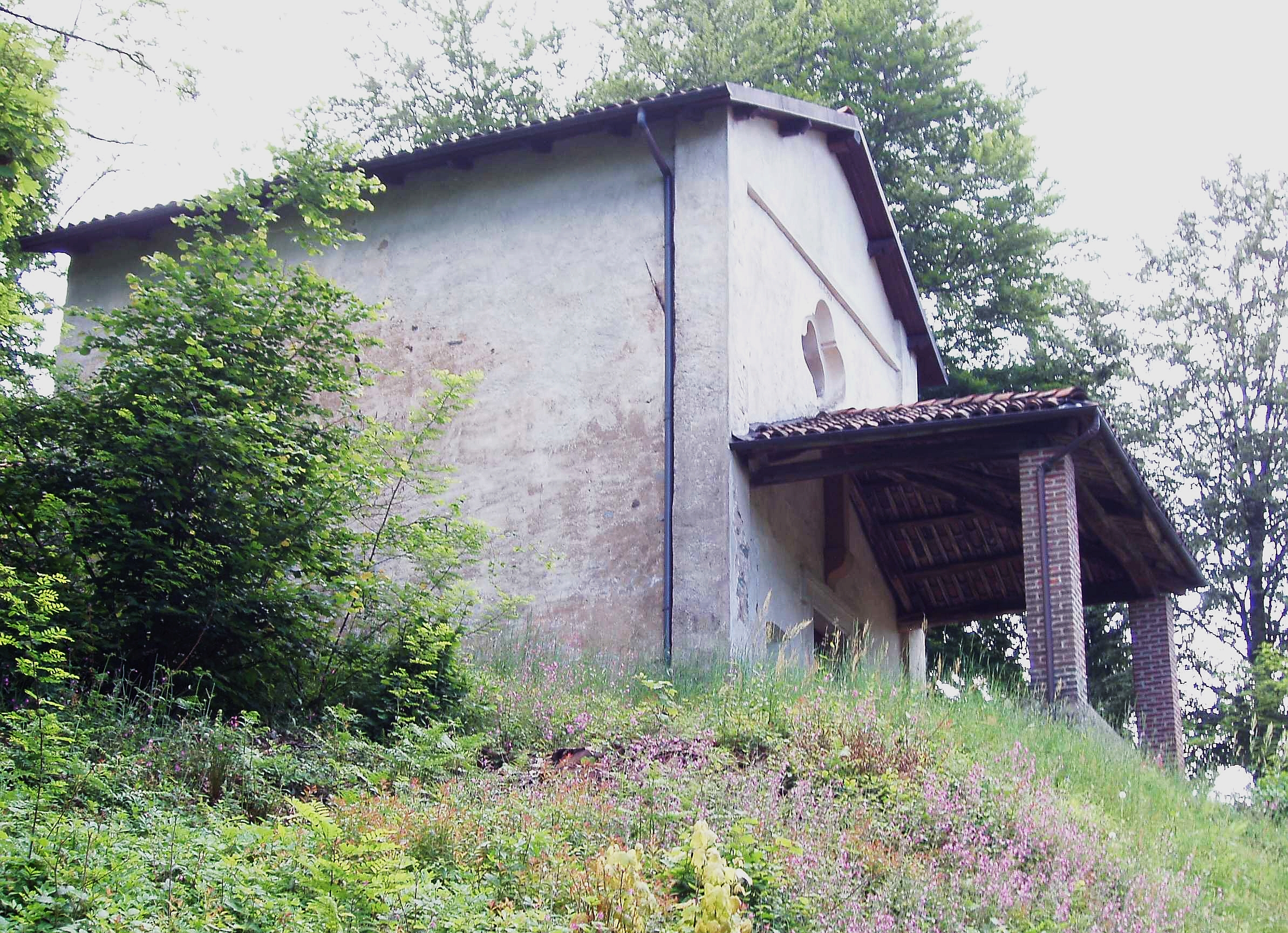
Sant'Antonio di Marcone